# Шайдуллов, Фарид Халиуллович
Фарид Халиуллович Шайдуллов (28 апреля 1948, Казань) — российский шашист, шашечный деятель, тренер.
Председатель Федерации шашек Казани (1983—2000), Республики Татарстан (1985—1987).
Воспитанник СДСО «Буревестник», тренер — В. В. Калинин (Казань).

## Достижения
- Как игрок — бронзовый призёр чемпионата РСФСР 1965—1966. Мастер спорта СССР (1967).
- Как тренер — воспитал чемпионов мира: Дмитрия Цинмана, Е. В. Яллину, Р. Ф. Шарифуллина.

## Образование
- Казанский инженерно-строительный институт (1971).

## Тренерская карьера
- В 1982—1992 — тренер, старший тренер СДЮШОР № 10 Бауманского района,
- С 1992 — тренер-преподаватель ЦСДЮШШОР им. Р. Г. Нежметдинова (Казань).